# جی‌لیب
جی‌لیب (به انگلیسی: GLib) یک کتابخانه چند سکویی برای توسعه نرم‌افزار است که برای زبان برنامه‌نویسی سی نوشته شده‌است. این کتابخانه دربرگیرنده ساختمان داده‌های متداول، رویه‌های کار بر روی رشته‌ها، رویه‌های مدیریت و ایجاد ریسه‌ها و ... است. این کتابخانه در ابتدا بخشی از پروژه جی‌تی‌کی+ بود. قبل از منتشر شدن نسخه دوم جی‌تی‌کی+، توسعه‌دهندگان پروژه جی‌تی‌کی+ تصمیم گرفتند که کدهای نامرتبط به بخش‌های گرافیکی را از جی‌تی‌کی+ جدا کنند و آن‌ها را به صورت یک پروژه مستقل درآورند و بدین ترتیب بود که جی‌لیب به وجود آمد. توسعه‌دهندگان نرم‌افزارها که نمی‌خواهند از قابلیت‌های گرافیکی جی‌تی‌کی+ استفاده کنند، می‌توانند بدون وابسته بودن به کل جی‌تی‌کی+، از توابع غیر گرافیکی آن در برنامه‌های خود استفاده کنند. از آنجا که جی‌لیب یک کتابخانه چند سکویی است، برنامه‌هایی که از جی‌لیب به عنوان رابطی برای سیستم‌عامل استفاده می‌کنند را می‌توان بدون ایجاد تغییرات کلی بر روی سیستم‌عامل‌های دیگر هم اجرا کرد. جی‌لیب یک نرم‌افزار آزاد است.

## امکانات و ویژگی‌ها
جی‌لیب ساختمان داده‌های پیشرفته‌ای نظیر قطعات حافظه، لیست‌های تک پیوندی و لیست‌های دوپیوندی، جداول درهم‌سازی، رشته‌های پویا و توابعی برای اداره کردن این نوع رشته‌ها، آرایه‌های پویا، درختان دودویی متوازن، درختان n تایی، لیست پیوندی کلیددار و ... را فراهم می‌کند. جی‌لیب توابعی برای ایجاد و مدیریت کردن ریسه‌ها و قابلیت‌های مرتبط نظیر mutex ها، صف‌های ناهمگام، انباره حافظه ایمن، ثبت و ارسال پیغام‌ها، شمارنده‌ها و ... را هم فراهم می‌کند.